# HollyŁódź
HollyŁódź – siódmy album polskiego rapera i producenta muzycznego O.S.T.R.-a. Ukazał się 23 lutego 2007 roku. Jak twierdzi sam artysta jest to jego najlepsza produkcja.
Na płycie można usłyszeć sample z lat siedemdziesiątych. "Ostry" nie stroni od polityki i trudnych tematów. Na płycie znalazły się 22 utwory. Na początku maja O.S.T.R. otrzymał Złotą Płytę za powyższy album (15.000 sprzedanych egzemplarzy).
Nagrania dotarły do 2. miejsca listy OLiS i uzyskały status złotej płyty. W 2008 roku album został wyróżniony nagrodą polskiego przemysłu fonograficznego Fryderykiem w kategorii "najlepszy album hip-hop/R&B".

## Lista utworów
Opracowano na podstawie materiału źródłowego.
1. "Intro" (produkcja: O.S.T.R.) – 5:16
2. "Brzydki, zły i szczery" (produkcja: O.S.T.R.) – 3:16[A]
3. "Brother on the Run" (produkcja: O.S.T.R., gościnnie: Craig G) – 2:57[B]
4. "Daj mi pracę" (produkcja: O.S.T.R.) – 3:21[C]
5. "Do tego bitu" (produkcja: O.S.T.R.) – 3:00[D]
6. "Historia stylu" (produkcja: O.S.T.R.) – 3:54[E]
7. "Cokolwiek ziom" (produkcja: O.S.T.R.) – 3:45
8. "Czarna miłość" (produkcja: O.S.T.R., gościnnie: Dirty Diggers) – 5:16[F]
9. "Szkoła latania" (produkcja: O.S.T.R.) – 1:03
10. "Czysty biznes" (produkcja: O.S.T.R.) – 3:53[G]
11. "LWC" (produkcja: O.S.T.R., gościnnie: Afront) – 3:51
12. "afery kosztem nas" (produkcja: O.S.T.R.) – 4:37
13. "Reprezentuj" (produkcja: O.S.T.R., gościnnie: Zeus, Kochan) – 4:26
14. "Chciwość" (produkcja: O.S.T.R.) – 2:25
15. "15 metrów kwadratowych" (produkcja: O.S.T.R.) – 3:49
16. "Haem, Bracie, to zabija" (produkcja: O.S.T.R.) – 1:48[H]
17. "Ostatni taki sort" (produkcja: O.S.T.R.) – 3:28[I]
18. "Powrót do przeszłości" (produkcja: O.S.T.R.) – 3:13[J]
19. "Po co?" (produkcja: O.S.T.R., gościnnie: Dan Fresh, Modry) – 3:42[K]
20. "Brat, nikt mi nie zabroni..." (produkcja: O.S.T.R.) – 2:35
21. "Chwila na refleksje" (produkcja: O.S.T.R.) – 3:19
22. "Dzięki..." (produkcja: O.S.T.R.) – 6:44[L]

Notatki
- A^ W utworze wykorzystano sample z piosenki "Humpty Dumpty" w wykonaniu Placebo[7].
- B^ W utworze wykorzystano sample z piosenki "Brother (Title)" w wykonaniu Johnny’ego Pate'a[8].
- C^ W utworze wykorzystano sample z piosenek "The Runaway" w wykonaniu The Blackbyrds i "Blow Your Head" Freda Wesleya i The J.B.'s[9].
- D^ W utworze wykorzystano sample z piosenki "Aunt Monk" w wykonaniu Merla Saundersa[10].
- E^ W utworze wykorzystano sample z piosenki "Xeroboj" w wykonaniu zespołu Molesta Ewenement[11].
- F^ W utworze wykorzystano sample z piosenki "Take Yo' Praise" w wykonaniu Camille Yarbrough[12].
- G^ W utworze wykorzystano sample z piosenki "Give Up the Booty" w wykonaniu Jimmy’ego Smitha[13].
- H^ W utworze wykorzystano sample z piosenek "That Is Rock & Roll" The Coasters i "Your Mama Wants Ya Back" Betty Davis[14].
- I^ W utworze wykorzystano sample z piosenki "Samarpan" w wykonaniu Czesława Niemena i Sławomira Kulpowicza[15].
- J^ W utworze wykorzystano sample z piosenki "Ghettos of the Mind" w wykonaniu Pleasure[16].
- K^ W utworze wykorzystano sample z piosenki "Nie zatrzyma nas..." w wykonaniu Ideo[17].
- L^ W utworze wykorzystano sample z piosenek "Children of the Ghetto" w wykonaniu Philipa Baileya i "Whatcha See Is Whatcha Get" The Dramatics[18].

Singel
| Brother on the Run |
| --- |
| 1. "Brother on the Run – Radio Version" (produkcja: O.S.T.R., gościnnie: Craig G) – 2:57 2. "Brother on the Run – Album Version" (produkcja: O.S.T.R., gościnnie: Craig G) – 2:57 |